# Roșiile
Roșiile est une commune roumaine située dans le județ de Vâlcea.